# Pilkuse
Pilkuse – wieś w Estonii, prowincji Valga, w gminie Otepää. Na północ od wsi znajduje się jezioro Pilkuse. Wypływa z niego rzeka Kaarnaoja. Na wschód od wsi położone jest jezioro Trepimäe.